# Saharolipid
Saharolipidi so kemične spojine, ki jih uvrščamo v splošno kategorijo glikolipidov, lipidov z ogljikohidratnim radikalom. Nedavno so vse lipidne molekule razdelili na osem glavnih kategorij, pri čemer eno skupino tvorijo saharolipidi (preostali so prenoli, steroli, poliketidi, maščobne kisline, glicerolipidi, sfingolipidi in glicerofosfolipidi).

## Osnovne značilnosti
Saharolipidi spadajo med glikolipide, kamor uvrščamo vse spojine, ki so kombinacija lipidnih in ogljikohidratnih molekul. Saharolipidi sestojijo iz maščobnih kislin, ki so vezane na ogljikohidratno ogrodje. Strukture, ki nastanejo s tovrstnimi povezavami, so združljive z membranskimi dvosloji. Za razliko od glicerolipidov in glicerofosfolipidov, kjer je osrednja molekula alkohol glicerol (propan-1,2,3-triol), pri saharolipidih središče tvori nek monosaharid, enostavni ogljikov hidrat.

## Primeri
Najbolje poznani saharolipidi so acilirani glukozaminski prekurzorji lipida A, ki predstavlja sestavni del lipopolisaharidov gramnegativnih bakterij. Tipične molekule lipida A so glukozaminski disaharidi, na katere se veže tudi do sedem acilnih verig maščobnih kislin. Lipopolisaharid, potreben za rast ešerihije vrste E. coli je Kdo2-lipid A, heksa-aciliran glukozaminski disaharid (lipid A), ki je glikoziliran z dvema ostankom 3-deoksi-D-mano-oktulozonske kisline (Kdo).
Drug primer saharolipida je acilirana trehaloza, ki jo je moč najti pri grampozitivnih bakterijah rodu Mycobacterium, kamor spada tudi M. tuberculosis, ki povzroča bolezensko stanje tuberkolozo.